# Жылысай
Жылысай (каз. Жылысай) — село в Кегенском районе Алматинской области Казахстана. Административный центр Жылысайского сельского округа. Код КАТО — 195841100.

## Население
В 1999 году население села составляло 1712 человек (855 мужчин и 857 женщин). По данным переписи 2009 года, в селе проживало 1610 человек (828 мужчин и 782 женщины).